# San Francisco Tetlanohcan
San Francisco Tetlanohcan è una comune dello stato di Tlaxcala, nel Messico centrale, il cui capoluogo è la omonima località.
La municipalità conta 9.880 abitanti (2010) e ha un'estensione di 39,61 km².
Il paese è dedicato a San Francesco d'Assisi, con l'aggiunta della parola Tetlanohcan, che in lingua nahuatl significa ghiaioni pieni di cactus.